# ランスロまたは荷車の騎士
『ランスロまたは荷車の騎士』（ランスロまたはにぐるまのきし、Lancelot, le Chevalier de la charrette）は、1177年 - 1179年（1181年とも）頃 クレティアン・ド・トロワとゴドフロワ・ド・ラニー（Godefroi de Lagni/Godefroy de Lagny）により著作された韻文の騎士道物語。

## 概要
ゴール（Gorre）国の王ボードマギュ（Baudemagu）の息子メレアガン（Méléagant）に王妃グニエーヴルが誘拐され、その後の彼女の救出を中心としたランスロの行動を描く。この物語は、王妃グニエーヴルを救おうとする騎士ランスロの試練、及び宮廷風恋愛の規則に束縛される戦士かつ恋人としての義務の板挟みになる彼の苦闘が描かれている。
クレティアンは、1168年頃お抱え詩人として仕えるシャンパーニュ伯夫人マリー（マリー・ド・フランス）から、北フランスの吟遊詩人によって流行し始めていた『貴婦人と騎士の主従関係における宮廷風恋愛』をテーマに作品を書くよう命令されたため、その時書いていたイヴァンまたは獅子の騎士と並行してこの作品を著述した。しかしクレティアンは、不倫を扱うこのテーマが気に入らなかったのか、ランスロがメレアガンによって城に閉じ込められるところまでで執筆を放棄し、同僚の詩人ゴドフロワ・ド・ラニー（Godefroi de Lagny）に完成を委ねた。6つの写本が残存する。
この作品が人気を博した後、このテーマはランスロ＝聖杯サイクルに継承され、さらにトマス・マロリーのアーサー王の死に組み込まれることになった。

## 梗概
『ランスロまたは荷車の騎士』は、従わざるを得ないようアーサー王を騙す謎の騎士に王妃が誘拐される話から始まる。
会食中のアーサー王宮廷に突如あらわれた謎の騎士は「自分の国に王の騎士や家族たちをとらえている。王にひとりでも信頼できる騎士がいて、わたしの行く森に王妃とともに来るというならば、そこで待とう｡もしそこでわたしと戦って勝てば、王妃とわたしの国に囚えている者をみな返す」と嚇す。クーは一計を案じて王に暇をいただきたいと申し出る。翻意を促す王の説得に対しクーは、王妃を自分にあずけて森で待つ騎士のあとを追うという条件を出す。仕方なく王は武装したクーと王妃を送り出すことにする。このとき王妃は「あの方がいてくれれば」と小さな声でつぶやくが、『あの方』が誰を指すのかはずっと後まで明かされない。ゴーヴァンが抗議し、彼らを追跡すべきだと主張したので、王はゴーヴァンの意見を聞き入れ皆で追跡することにする。
ゴーヴァンたちは王妃とクーを探していると、一人の騎士が現れるが、彼の乗った馬は死んでしまい、ゴーヴァンに予備の馬を貸してくれと懇願する。ゴーヴァンが馬を貸し与えると、その騎士はは急ぎ王妃たちを追う。ゴーヴァンが彼を追いかけていくと、その騎士に貸した馬が消耗しきって死んでおり、武器の破片が落ちており、戦いがあったことを見つける。
一方騎士は荷車を引く小人と出会うが、小人は、もし騎士が、彼の荷車に乗るならば、王妃と簒奪者が、どこに行ったかがわかるだろうと言う。囚人を運ぶべき荷車に乗るのは騎士にとって不名誉なことなのでしばらく躊躇し、熟慮したあげく騎士はカートに乗り込む。
ゴーヴァンは、騎士としての自身の品位が傷つくのを避けるために、荷車には乗らず馬に乗っていくことを選ぶ。騎士たちはこの旅の間、荷車に乗っていることによって卑しい地位のものであると看做されるため、出会う人に何回話しかけても罵声を浴びせられ、相手にされないという目に合う。やがて荷車はある城に着くと、小人は2人を置いてどこかへ消え去る。
荷車に乗った騎士の最初の試練は、城の王女から冷遇され、寝床で寝ることを禁止されたことだった。その寝床には横たわったものを殺すために槍が飛んでくる罠が仕掛けられていたのだが、荷車の騎士は難なく罠を回避する。翌朝、城の窓から大男の騎士が美しい女性を連れ、担架に横たわった騎士を運んでいく姿を見つけ、荷車の小人の言ったとおりになったことが分かる。騎士とゴーヴァンは鎧を付け、2人を追跡することにする。2人は城の王女の寛大心で貰った槍と馬に乗って出発する。
やがて十字路でとある乙女に出会う｡乙女は自分の望んだ時に自分の望みを聞くということを条件に、王妃を奪った者がゴールの王の息子メレアガンであり、王妃の連れ去られた先が二度と帰ることのできないゴールの国だということを明かす｡さらに乙女はゴールの国までの道を教える。道は2つ、どちらも危険な道で、一方は国境の河の激流の水中にかけられた橋を渡る道で、もう一方は鋭い刃を上に向けた剣でつくられた橋を渡らなければならない道である。荷車の騎士とゴーヴァンは別れ、荷車の騎士は剣の橋、ゴーヴァンは水中の橋を通る道を行くことにする。

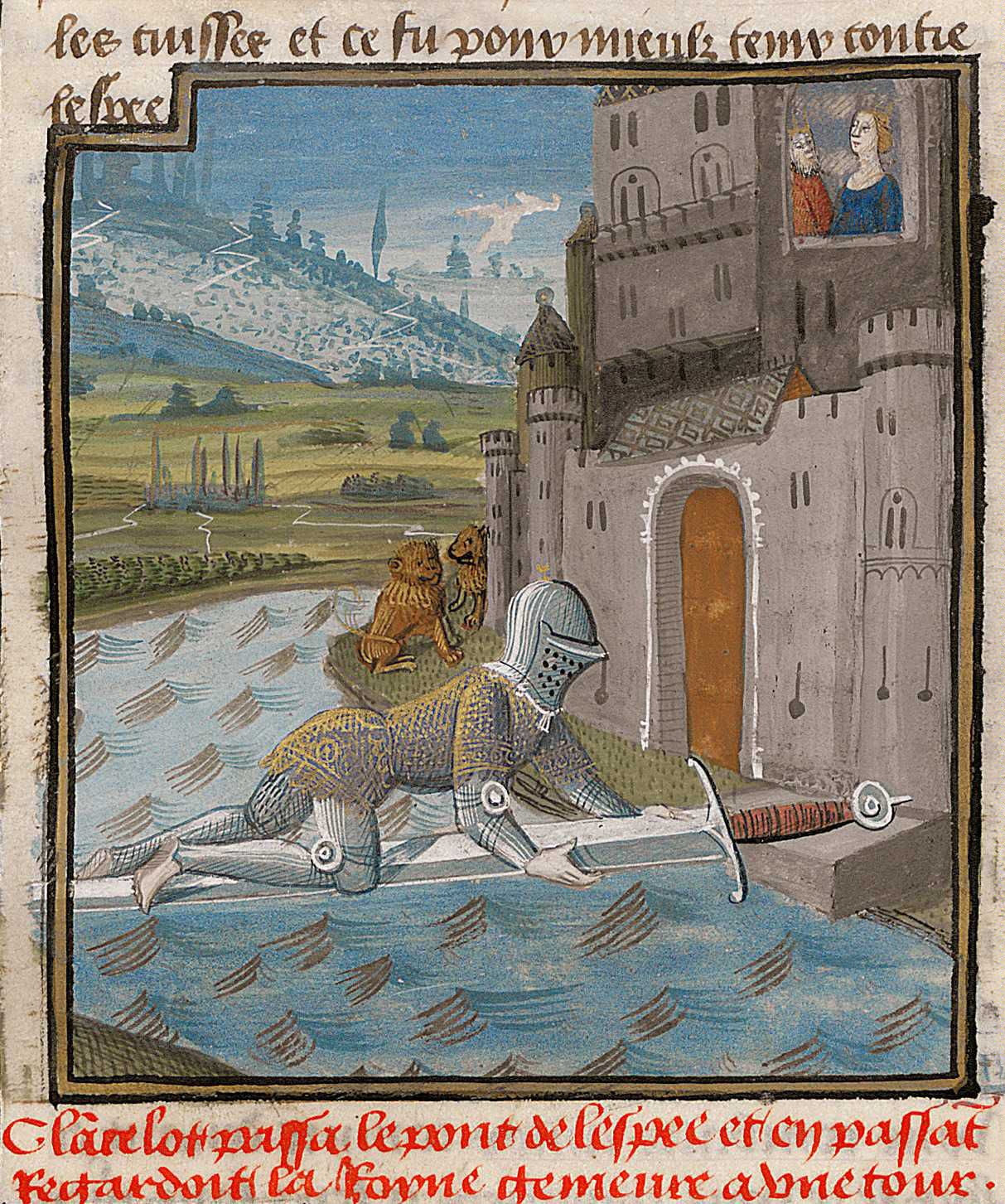
剣の橋を渡るランスロ ： Atelier d'Evrard d'Espinques. Centre de la France (Ahun), vers 1475.（Wikimedia Commons）

荷車の騎士はいくつもの冒険を重ね、剣の橋を伝い国境の激流を渡りゴール国に入る。荷車の騎士は王妃をゴールの城で見つけるが、しかし彼女から冷たい態度で追い払われる。その後それは小人の引く荷馬車に乗ることに対し彼が初めに躊躇したからであることが後に明かされる。さらに荷車の騎士はゴーヴァンを探すために立ち去るものの、やがて引き戻され、王妃は彼に謝罪する。
荷車の騎士は王妃の住む塔に忍び込み、彼女と一緒に情熱的な一夜を過ごす。しかし彼は侵入の際に怪我をしたため、王妃のシーツに血を残してしまう。荷車の騎士は日の出前に塔から忍び出るが、メレアガンは王妃を、手近の負傷した騎士クーと姦通したと非難する。
荷車の騎士は王妃の名誉を守るため、メレアガンとの一騎討ちに挑戦する。2人の戦いを窓から王妃と囚われの乙女たちが見ているが、怪我をしている荷車の騎士が次第に劣勢になってくる。一計を案じた乙女が王妃に「あの騎士の名前は何というのですか」と訊ねると、王妃は｢湖のランスロ（Lanceloz del Lac）｣と王妃は答える。乙女は大声で戦っている騎士に王妃が見ていることを知らせる。ランスロの気力は復活し、息子の負けを判断したメレアガンの父ボードマギュ王は王妃に戦いの中止を懇願し、王妃の意向によりランスロとメレアガンは戦いをやめるが、一年後にアーサー王の宮廷で戦うことに同意する。王妃と他のとらわれ人たちは解放される。
ノアウツ（Noauz）騎馬試合のエピソードでは、最後の試合の戦士と戦うとき、王妃はランスロに愛を証明したいなら無様に戦うよう命じる。彼がそれを受け入れ、彼が負け試合を始めようとしたとき、王妃はそれを翻して彼に勝つよう命じる。ランスロは王妃に従って試合の他の相手を倒す。
その後メレアガンは謀略を弄しランスロを出口のない高い塔に幽閉してしまう。
クレティアン・ド・トロワは、これ以降書き続けることを放棄する。
ここから先はゴドフリー・ド・ラニーが話を続け完成させている。ランスロは、以前出会ったときにメレアガンを追跡する道を教わったあの乙女によって幽閉から助け出されるが、実は彼女はメレアガンの妹であった。メレアガンの妹はランスロの好意に報いるために彼の求めるものを探す。彼女は斧を見つけ、ランスロットが食物を引き上げるためのロープで斧を引き上げる。ランスロは逃げ道を考え出し、彼女の人里離れた家に彼女と一緒に逃げる。
一方、ゴーヴァンはランスロが行方不明なので、メレアガンとの約束の戦いのための準備をしているが、ランスロは期日通りに到着し、メレアガンと戦う。決戦ののちメレアガンは気力と腕を失い、そしてランスロによって斬首される。

## 日本語訳
『ランスロまたは荷車の騎士』クレティアン・ド・トロワ 著 神沢栄三 訳 1991年 白水社<フランス中世文学集02 -愛と剣と>に収録 散文訳 ISBN 978-4560046012

## 英訳テキスト
プロジェクト・グーテンベルクに William Wistar Comfort による4作品の英訳テキストが収録されている。収録されているテキストは本作品のほか、エレックとエニード（英語版、クリジェス、イヴァンまたは獅子の騎士である。

## 日本語訳のある関連作品
- 『ペルスヴァルまたは聖杯の物語』 クレティアン・ド・トロワ著 天沢退二郎訳 1991年 白水社<フランス中世文学集02 -愛と剣と>に収録、ISBN 978-4560046012
- 『クレティアン・ド・トロワ『獅子の騎士』 - フランスのアーサー王物語』 菊池淑子訳、平凡社、1994年11月。ISBN 978-4-582-33317-6。

## 注・出典
1. ↑  この叙事詩は、平韻八音綴（ﾋｮｳｲﾝﾊﾁｵﾝﾃｲ）で書かれている。
2. ↑  王妃の拉致は、アーサー王伝説の最古のモチーフの一つであり、モデナ大聖堂の飾り迫縁に刻まれたカラドック・オブ・スランカーファン（Caradoc of Llancarvan）によるギルダス伝（Vita Gildae）にも登場する。e.g. 花田文男, 「奪われた王妃」『千葉商科大学紀要』 第48巻 第2号 2011年3月 p.13-44(p.27), NCID AN00142578
3. ↑  ヴェルダン＝ルイ・ソーニエ（フランス語）『中世フランス文学』 神沢栄三・高田勇共訳 1990年 文庫クセジュ 白水社 ISBN 978-4-560-05711-7 p.61
4. ↑   6150行目以降ゴドフロワ・ド・ラニーが執筆（全7134行）
5. ↑  加藤恭子 著 『アーサー王伝説紀行―神秘の城を求めて』1992年 中公新書 ISBN 978-4121010629 p.31
6. ↑  この時点ではこの謎の騎士がゴール国の王子メレアガンであることは知らされていない。
7. ↑  『ランスロまたは荷車の騎士』 神沢栄三訳
8. ↑  この騎士がランスロであることもこの時点では明かされていない。
9. ↑  物語はここに来て初めて荷車の騎士がランスロであることを明かす。（原テキスト全7134行中3666行目）
10. ↑  7134行中6150行以降、ゴドフロワ・ド・ラニーが結辞まで執筆しており、その旨を書いている。
11. ↑  Four Arthurian Romances by active 12th century de Troyes Chrétien HTML